# Can Castellar (Sant Iscle de Vallalta)
Can Castellar és un edifici del municipi de Sant Iscle de Vallalta (Maresme) inclosa en l'Inventari del Patrimoni Arquitectònic de Catalunya.

## Descripció
A passat a ser una masia abandonada des de fa trenta o quaranta anys, que es trobava mig enrunada, amb algun sostre ensorrat i voltada de vegetació. Una masia d'estructura clàssica, del tipus II, amb coberta de teula amb vessant cap als laterals i façana principal amb forma de frontó. A l'esquerra amb un segon cos adossat, de construcció més recent, amb coberta d'un sol vessant cap al mur lateral. La façana té un portal amb arc de mig punt rebaixat, dues finestres, al primer pis rectangulars, amb llinda recta i tota rodejada de motllura -pròpies del de finals del segle xvi i primers XVII-, i una altra finestra, a la planta baixa, amb reixa. Els murs de tàpia i pedra amorterada i arrebossats. Al primer pis, entre les dues finestres, hi ha un senzill rellotge de sol pintat. Davant la casa encara es conserven rajoles de l'era, i a un extrem, un cos aïllat de quatre parets enrunades, que correspon a la pallissa.

## Restauració
Actualment a passat a ser una masia totalment reformada i restaurada fa uns deu anys. Al seu interior hi ha set habitacions, cinc banys, dues cuines, dues sales d'estar, un menjador i un rebost. La masia disposa d'un gran bosc al seu voltant. Equipada amb comoditats necessàries per a l'estada de persones, ja que és una casa privada. Algunes parts de l'edifici encara conserven l'estil i el caliu de l'antiguitat.